# Trouble Walkin'
Albums de Ace Frehley
Second Sighting
(1988) Anomaly
(2009)
Trouble walkin' est le quatrième album solo d'Ace Frehley sorti en 1989. Il comporte des tubes comme Shot full of rock ou Do Ya.

## Liste des titres
| No  | Titre                        | Auteur                                    | Durée |
| --- | ---------------------------- | ----------------------------------------- | ----- |
| 1.  | Shot Full of Rock            | Ace Frehley, Richie Scarlet               | 4:47  |
| 2.  | Do Ya                        | Jeff Lynne                                | 3:47  |
| 3.  | Five Card Stud               | Ace Frehley, Marc Ferrari                 | 4:01  |
| 4.  | Hide Your Heart              | Paul Stanley, Desmond Child, Holly Knight | 4:33  |
| 5.  | Lost in Limbo                | Ace Frehley, Richie Scarlet               | 4:10  |
| 6.  | Trouble Walkin               | Bill Wray, Phil Brown                     | 3:08  |
| 7.  | 2 Young 2 Die                | Ace Frehley, Richie Scarlet               | 4:29  |
| 8.  | Back to School               | Ace Frehley, John Regan                   | 3:43  |
| 9.  | Remember Me                  | Ace Frehley, Carter Cathcart              | 5:01  |
| 10. | Fractured III (instrumental) | Ace Frehley, John Regan                   | 6:48  |

## Composition du groupe
- Ace Frehley - chants, guitare
- Richie Scarlet - guitare, chants sur 2 Young 2 Die.
- John Regan - basse, synthétiseur
- Anton Fig - batterie, percussions

Musiciens additionnels
- Peter Criss - percussions sur Shot Full of Rock, Hide Your Heart et Trouble Walkin' ; chœurs.
- Sandy Slavin - batterie, percussions sur 'Trouble Walkin' .
- Chœurs: Sebastian Bach, Dave Sabo, Rachel Bolan, Al Fritsch et Pat Sommers.